# November (2017)
November is een Estse film uit 2017 onder regie van Rainer Sarnet en gebaseerd op het boek Rehepapp ehk November van Andrus Kivirähk.
Zowel de film als het boek zijn samengesteld uit meerdere Estse volksverhalen, zoals die van de Kratt, die gecombineerd zijn in een verhaallijn.

## Verhaal
In het 19e-eeuwse Estland zou Liina mogelijk gedwongen kunnen worden om met een weerzinwekkende boer te trouwen en haar liefde voor Hans op te geven.

## Rolverdeling
- Rea Lest-Liik als Liina
- Jörgen Liik als Hans
- Arvo Kukumägi als Rein
- Heino Kalm als Sander
- Meelis Rämmeld als Jaan
- Katariina Unt als Luise
- Taavi Eelmaa als Ints
- Dieter Laser als de baron
- Jette Loona Hermanis as de barones
- Jaan Tooming als de duivel
- Mari Abel	als de geest van Liina's moeder
- Aire Koop	als de geest van de moeder van Hans

## Release en ontvangst
November ging op 27 januari 2017 in première in Tallinn en kreeg positieve kritieken van de filmcritici, met een score van 96% op Rotten Tomatoes, gebaseerd op 28 beoordelingen. De film werd geselecteerd als inzending voor Estland voor de Oscar voor beste internationale film voor de 90ste Oscaruitreiking maar werd niet genomineerd.